# Franco Gabrielli

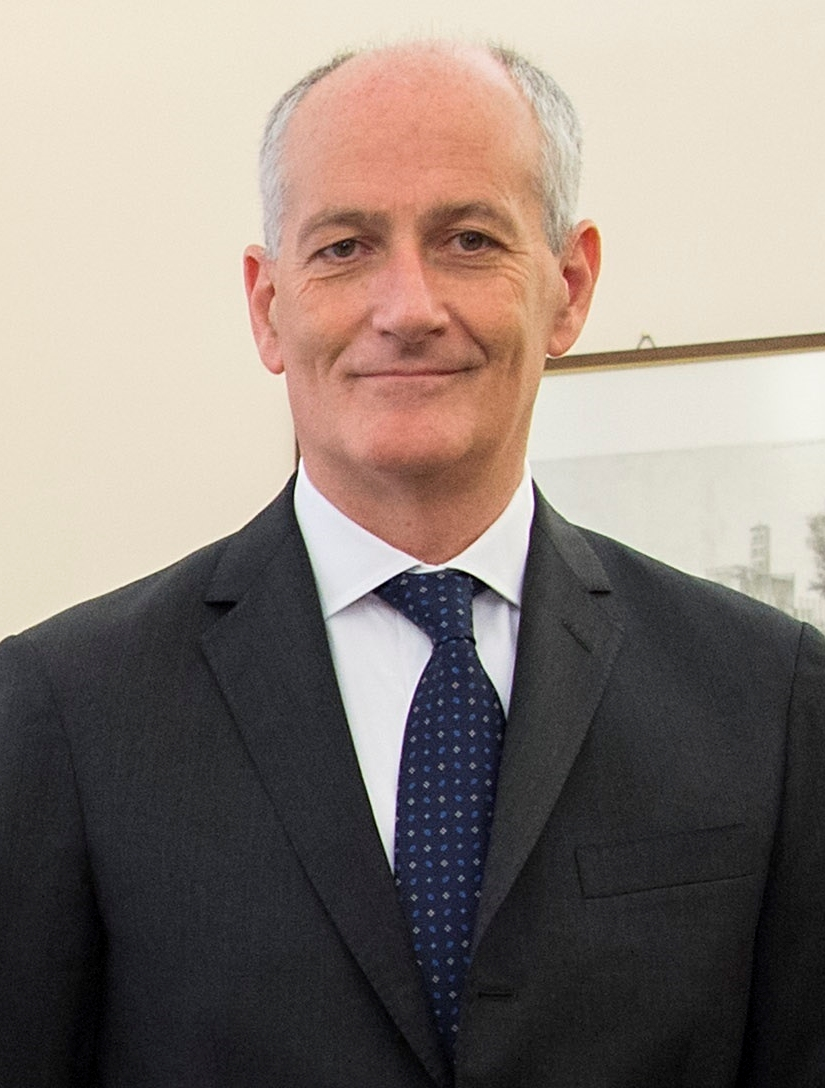
Franco Gabrielli (2016)

Franco Gabrielli (* 13. Februar 1960 in Viareggio, Toskana) ist ein italienischer Polizeibeamter und Präfekt. Im Lauf seiner Karriere war er unter anderem Leiter des italienischen Inlandsnachrichtendienstes, des Zivilschutzes sowie Präfekt der Provinzen L’Aquila und Rom. Von 2016 bis Anfang 2021 leitete er die Hauptabteilung für öffentliche Sicherheit (Dipartimento della Pubblica Sicurezza) im italienischen Innenministerium in Rom und damit zugleich die Polizia di Stato. Von Februar 2021 bis Oktober 2022 war er parteiloser Staatssekretär im Amt des Ministerpräsidenten Italiens und dort zuständig für die Nachrichtendienste.

## Leben
Nach einem Studium der Rechtswissenschaften in Pisa trat Franco Gabrielli 1985 in die Staatspolizei ein und wurde am Istituto superiore di Polizia in Rom ausgebildet. Nach einer Verwendung bei einer Bereitschaftspolizeieinheit in Genua arbeitete er von Januar 1987 bis August 1990 beim Polizeipräsidium Imperia, erst bei der Staatsschutzabteilung DIGOS (gegen die Roten Brigaden) und dann als Kabinettschef des Polizeipräsidenten. Bis November 1996 leitete er die Terrorismusabwehrsektion der DIGOS-Abteilung des Polizeipräsidiums Florenz, danach war er drei Jahre Kabinettschef des zentralen Zeugenschutzdienstes in Rom. Nach der Ermordung des Arbeitsrechtsexperten und Regierungsberaters Massimo D’Antona durch die sogenannten „Neuen Roten Brigaden“ nahm er ab Juni 1999 an den Ermittlungen dieses Falles teil. Im August 2000 kam er zum Polizeipräsidium Rom, wo er im Januar 2001 die Leitung der dortigen DIGOS-Abteilung übernahm. Für besondere Verdienste bei der Aufklärung verschiedener linksextremistischer Mordanschläge wurde Gabrielli im Oktober 2003 zum Dirigente Superiore (Ministerialdirigent) befördert. Ab Mai 2004 baute er beim Innenministerium in Rom ein Terrorabwehrzentrum auf, im folgenden Jahr wurde er dann Leiter des zentralen Terrorabwehrdienstes im Innenministerium.
Von Dezember 2006 bis August 2007 war Gabrielli letzter Leiter des Nachrichtendienstes SISDE und dann bis Juni 2008 erster Leiter der Nachfolgeorganisation AISI. Im akademischen Jahr 2008/2009 war er Dozent für Kriminalanalyse am Fachbereich Psychologie der Universität L’Aquila. Nach dem Erdbeben von L’Aquila 2009 ernannte ihn die italienische Regierung zum Präfekt von L’Aquila, wo er sich um die dortige Notlage und um die Sicherheit des dort abgehaltenen G8-Gipfels kümmerte. Im folgenden Jahr wurde er Leiter des italienischen Zivilschutzes (Katastrophenschutz). Am 2. April 2015 ernannte ihn die italienische Regierung zum Präfekt von Rom, am 29. April 2016 dann zum Generaldirektor für öffentliche Sicherheit im Innenministerium und somit auch zum Chef der Staatspolizei. Von Ministerpräsident Mario Draghi wurde Franco Gabrielli im Februar 2021 zum Staatssekretär berufen; als solcher beaufsichtigte er bis Oktober 2022 die zivilen Nachrichtendienste Italiens.